# 河北山梅花
河北山梅花（学名：Philadelphus schrenkii var. jackii）为虎耳草科山梅花属下的一个变种。

## 扩展阅读
- 維基物種上的相關：河北山梅花